# Drosophila paralatinokogiri
Drosophila paralatinokogiri este o specie de muște din genul Drosophila, familia Drosophilidae, descrisă de Toyohi Okada în anul 1991.
Este endemică în Filipine. Conform Catalogue of Life specia Drosophila paralatinokogiri nu are subspecii cunoscute.